# Les Bijoux (Maupassant)
Pour les articles homonymes, voir Les Bijoux.
Les Bijoux est une nouvelle de Guy de Maupassant, parue en 1883, elle est très connue du public

## Historique
Les Bijoux est initialement publiée dans la revue Gil Blas du 27 mars 1883, sous le pseudonyme Maufrigneuse, puis dans le recueil Clair de lune.

## Résumé
M. Lantin est commis principal au ministère de l'Intérieur avec un traitement annuel de trois mille cinq cents francs. Il rencontre dans une soirée chez son sous-chef de bureau une jeune fille douce et en tombe immédiatement amoureux.
Tous ceux qui la connaissent chantent ses louanges : c’est une beauté modeste ; ce sont d’honnêtes femmes.
Six ans plus tard Lantin est l’homme le plus heureux en ménage, sa femme est pleine de délicatesses pour lui, elle gouverne la maison si bien qu’ils semblent vivre dans le luxe. Elle n’a que deux défauts aux yeux de Lantin, l’amour du théâtre, mais elle a enfin consenti à y aller seule le soir, et les bijoux de pacotilles qu’elle collectionne.
Un soir, de retour de l’opéra, Mme Lantin prend froid.Mme Lantin meurt après. On l’enterre une semaine plus tard.
Lantin est désespéré, de plus les soucis financiers s’accumulent, son traitement qui avec sa femme leur permettait de vivre confortablement est insuffisant, il fait des dettes et songe à vendre les pacotilles de sa femme. Il prend un collier qu’il pense valoir six ou huit francs et va le proposer à un bijoutier qui lui en propose immédiatement dix huit mille francs, d’ailleurs le bijoutier se rappelle l’avoir vendu vingt cinq mille. Lantin ne comprend rien. Il erre dans Paris : de qui sa femme avait-elle reçu ces cadeaux ? 
La faim le tenaillant, il accepte la proposition du bijoutier et y retourne le lendemain pour vendre le reste. Il y  en a pour presque deux cent mille francs. Désormais rentier, il démissionne et se remarie avec une femme honnête qui le fit beaucoup souffrir.

## Adaptations
- 1943 Lumière dans la nuit (de) (Romanze in Moll), film de Helmut Käutner

## Éditions
- Les Bijoux, dans Maupassant, Contes et Nouvelles, texte établi et annoté par Louis Forestier, éditions Gallimard, Bibliothèque de la Pléiade, 1974  (ISBN 978 2 07 010805 3).